# TEPIX
| TEPIX          | TEPIX                 |
| Stammdaten     | Stammdaten            |
| -------------- | --------------------- |
| Staat          | Iran                  |
| Börse          | Tehran Stock Exchange |
| ISIN           | nicht bekannt         |
| WKN            | nicht bekannt         |
| Symbol         | nicht bekannt         |
| RIC            | nicht bekannt         |
| Bloomberg-Code | nicht bekannt         |
| Kategorie      | Aktienindex           |
| Typ            | Kursindex             |
| Familie        | Single-Index          |

Der TEPIX (Tehran Exchange Price Index) ist der führende Aktienindex im Iran. Er umfasst alle an der Tehran Stock Exchange (TSE) notierten Unternehmen.

## Berechnung
Der TEPIX ist ein Kursindex, in dem alle Aktiengesellschaften der Tehran Stock Exchange (TSE) gelistet sind. Er spiegelt die Entwicklung des gesamten iranischen Aktienmarktes wider. Der Indexstand wird ausschließlich auf Grund der Aktienkurse ermittelt und nur um Erträge aus Bezugsrechten und Sonderzahlungen bereinigt. Die Gewichtung erfolgt nach der Marktkapitalisierung der gelisteten Unternehmen. Kapitalmaßnahmen wie Aktiensplits haben keinen (verzerrenden) Einfluss auf den Index. Die Berechnung wird während der TSE-Handelszeit, Samstag bis Mittwoch, von 9:00 Uhr bis 12:00 Uhr Ortszeit (6:30 Uhr bis 9:30 Uhr MEZ) laufend aktualisiert.

## Geschichte

### Historischer Überblick
Der TEPIX startete am 21. März 1990 mit einem Basiswert von 100 Punkten. Anfang der 1990er Jahre belebte sich der Privatsektor, als zahlreiche während der islamischen Revolution 1979 verstaatlichte Unternehmen über die Börse privatisiert wurden. Am 25. September 1996 schloss der iranische Leitindex bei 2.156,96 Punkten. Der Gewinn seit März 1990 beträgt 2.057,0 Prozent.
In den Jahren 1997 und 1998 kam es in Teilen der Welt zu Finanz-, Währungs- und Wirtschaftskrisen (Asienkrise, Brasilienkrise, Russlandkrise). Durch die Krisen waren die Anleger im Iran nervös geworden und es kam zu einem verstärkten Kapitalabfluss. Am 19. August 1998 schloss der Aktienindex bei 1.472,90 Punkten. Der Verlust seit dem Höchststand von September 1996 beträgt 31,7 Prozent.
Anfang des 21. Jahrhunderts erlebte die Tehran Stock Exchange einen Aktienboom, der vor allem auf die Privatisierungen von iranischen Staatsfirmen, dem anhaltenden Wirtschaftswachstum und den hohen Ölpreisen zurückzuführen ist. Am 7. Dezember 2002 schloss der TEPIX erstmals über der Grenze von 5.000 Punkten und am 6. Dezember 2003 zum ersten Mal über der 10.000-Punkte-Marke. Am 4. August 2004 beendete der Index den Handel bei 13.882,39 Punkten. Der Zuwachs seit dem Tiefststand von August 1998 liegt bei 842,4 Prozent.
Die Spannungen um das iranische Atomprogramm und die Wahl Mahmud Ahmadinedschads zum iranischen Präsidenten führten zu einer verstärkten Kapitalflucht aus dem Land. Besonders die Aussagen im Wahlkampf über eine Revision der Privatisierungspolitik verunsicherten die Investoren. Am 26. Juli 2006 schloss das Börsenbarometer bei 9.029,72 Punkten und damit um 35,0 Prozent tiefer. Nach der Machtübernahme setzte Ahmadinedschad die unter seinem Vorgänger Mohammad Chatami begonnene Politik einer Öffnung der staatlichen Wirtschaft fort. Ab dem Sommer 2006 begann der TEPIX wieder zu steigen. Am 15. Juli 2008 beendete der Index den Handel auf einem Rekordstand von 12.917,96 Punkten. Der Gewinn seit Juli 2006 liegt bei 43,1 Prozent.
Im Verlauf der internationalen Finanzkrise, die im Sommer 2007 in der US-Immobilienkrise ihren Ursprung hatte, begann der Aktienindex wieder zu sinken. Ab dem 3. Quartal 2008 wirkte sich die Krise zunehmend auf die Realwirtschaft aus. In der Folge brachen die Aktienkurse weltweit ein. Am 11. November 2008 sank der TEPIX mit einem Schlussstand von 9.998,62 Punkten unter die Grenze von 10.000 Punkten. Einen neuen Tiefststand erzielte das Börsenbarometer am 29. März 2009, als es den Handel bei 7.955,40 Punkten beendete. Das entspricht seit Juli 2008 einem Rückgang um 38,4 Prozent.
Der 29. März 2009 markiert den Wendepunkt der Talfahrt. Ab Frühjahr 2009 war der TEPIX wieder auf dem Weg nach oben. Am  14. Juli 2010 schloss der Index erstmals über der Grenze von 15.000 Punkten und am 19. Januar 2011 zum ersten Mal über der 20.000 Punkte-Marke. Am 1. Januar 2013 markierte der iranische Leitindex mit einem Schlussstand von 37.987,00 Punkten ein Allzeithoch. Der Gewinn seit dem 29. März 2009 beträgt 377,5 Prozent.

### Höchststände
Die Übersicht zeigt die Allzeithöchststände des TEPIX.
|                      | Punkte    | Datum                    |
| -------------------- | --------- | ------------------------ |
| im Handelsverlauf    | 37.987,00 | Dienstag, 1. Januar 2013 |
| auf Schlusskursbasis | 37.987,00 | Dienstag, 1. Januar 2013 |

### Meilensteine
Die Tabelle zeigt die Meilensteine des TEPIX.
| Erster Schlussstand über | Schlussstand in Punkten | Datum             |
| ------------------------ | ----------------------- | ----------------- |
| 100                      | 100,00                  | 21. März 1990     |
| 500                      | 501,00                  | 25. Januar 1995   |
| 1.000                    | 1.003,00                | 19. August 1995   |
| 5.000                    | 5.007,79                | 7. Dezember 2002  |
| 10.000                   | 10.164,30               | 6. Dezember 2003  |
| 15.000                   | 15.080,40               | 14. Juli 2010     |
| 20.000                   | 20.206,60               | 19. Januar 2011   |
| 25.000                   | 25.023,30               | 4. April 2011     |
| 30.000                   | 30.211,40               | 21. Oktober 2012  |
| 35.000                   | 35.106,20               | 18. Dezember 2012 |

### Jährliche Entwicklung
Die Tabelle zeigt die jährliche Entwicklung des TEPIX seit 1990.
| Jahr | Schlussstand in Punkten | Veränderung in Punkten | Veränderung in % |
| ---- | ----------------------- | ---------------------- | ---------------- |
| 1990 | 189,40                  |                        |                  |
| 1991 | 472,10                  | 282,70                 | 149,26           |
| 1992 | 445,09                  | 27,01                  | −5,72            |
| 1993 | 382,78                  | −62,31                 | −14,00           |
| 1994 | 570,53                  | 187,75                 | 49,05            |
| 1995 | 1.288,13                | 717,60                 | 125,78           |
| 1996 | 1.972,08                | 683,95                 | 53,10            |
| 1997 | 1.631,41                | −340,67                | −17,27           |
| 1998 | 1.531,05                | −100,36                | −6,15            |
| 1999 | 1.989,73                | 458,68                 | 29,96            |
| 2000 | 2.880,68                | 890,95                 | 44,78            |
| 2001 | 3.554,35                | 673,67                 | 23,39            |
| 2002 | 5.044,06                | 1.489,71               | 41,91            |
| 2003 | 10.886,53               | 5.842,47               | 115,83           |
| 2004 | 13.543,25               | 2.656,72               | 24,40            |
| 2005 | 10.258,91               | −3.284,34              | −24,25           |
| 2006 | 10.074,47               | −184,44                | −1,80            |
| 2007 | 9.736,57                | −337,90                | −3,35            |
| 2008 | 8.656,30                | −1.080,27              | −11,10           |
| 2009 | 11.207,50               | 2.551,20               | 29,47            |
| 2010 | 18.855,20               | 7.647,70               | 68,24            |
| 2011 | 24.320,80               | 5.465,60               | 28,99            |
| 2012 | 37.860,60               | 13.539,80              | 55,67            |